# Tèrmica

El núvol (A) està per sobre de terra. El sol augmenta la temperatura del sòl que després escalfarà l'aire de sobre (1). La bombolla d'aire calent comença a pujar (2) fins a un cert punt. A causa de la menor temperatura, la massa es condensa i es mou cap avall (3).

Una columna tèrmica (o tèrmica) és una massa creixent d'aire flotant, un corrent convectiu a l'atmosfera, que transfereix energia calorífica verticalment. Les tèrmiques s'originen per l'escalfament desigual de la superfície de la Terra a partir de la radiació solar, i són un exemple de convecció, específicament convecció atmosfèrica.

## Tèrmiques a la Terra
El sol escalfa el sòl, que al seu torn escalfa l'aire directament per sobre. L'aire càlid prop de la superfície s'expandeix, esdevenint menys dens que l'aire circumdant. L'aire més lleuger s'eleva i es refreda a causa de l'expansió en la pressió més baixa a altituds més altes. Deixa d'augmentar quan s'ha refredat a la mateixa temperatura, per tant, densitat, que l'aire circumdant.
Associat a una tèrmica és un flux cap avall que envolta la columna tèrmica. L'exterior que es mou cap avall és causat per un aire més fred que es desplaça a la part superior de la tèrmica.
La mida i la força de les tèrmiques estan influenciades per les propietats de l'atmosfera inferior (la troposfera). Quan l'aire és fred, les bombolles d'aire calent es formen a causa de l'escalfor de terra i poden pujar com un globus d'aire calent. L'aire es coneix llavors com a inestable, ja que és adequat per formar termals. Si hi ha una capa càlida d'aire més amunt, una inversió pot evitar que les tèrmiques s'enlairin i es diu que l'aire és estable, ja que les tèrmiques desenvolupades no es poden formar.
Les tèrmiques sovint s'intueixen per la presència de núvols cúmulus aïllats visibles a la part superior de la tèrmica. Els núvols de cúmuls es formen per l'aire ascendent a mesura que ascendeix i es refreda, fins que el vapor d'aigua en l'aire comença a condensar-se en gotetes visibles. Quan hi ha vent constant, les tèrmiques i els respectius núvols cúmulus poden alinear-se en files orientades amb la direcció del vent, de vegades referit com a "carrers de núvols" per pilots d'aviació.
L'aigua condensada allibera energia calorífica latent que permet que l'aire s'enlairi més encara. L'aire molt inestable pot assolir el nivell de convecció lliure (LFC), arribant a grans altures, condensant grans quantitats d'aigua i formant núvols convectius causant pluges o fins i tot tempestes elèctriques. Aquests últims són perillosos per a qualsevol avió que voli a través o a prop de la zona.
Les tèrmiques són una de les moltes ajudes per guanyar alçada utilitzades per ocells i planadors per ascendir.

## Tèrmiques més enllà de la Terra
Les tèrmiques també es veuen en altres parts del sistema solar. A Mart, per exemple, les tèrmiques es veuen sovint en forma de diables de pols, portant pols en lloc de vapor d'aigua. Les tèrmiques també es veuen al Sol, formant típicament prismes convectius hexagonals (cèl·lules de Bénard).